# Aliabad-e Darre Dor
Aliabad-e Darre Dor (perski: علي اباددره دور) – wieś w środkowym Iranie, w ostanie Kerman. W 2006 roku miejscowość liczyła 45 mieszkańców w 12 rodzinach.